# El Porvenir, San Pablo Tijaltepec
El Porvenir är en ort i Mexiko.   Den ligger i kommunen San Pablo Tijaltepec och delstaten Oaxaca, i den sydöstra delen av landet, 300 km sydost om huvudstaden Mexico City. El Porvenir ligger 2 301 meter över havet och antalet invånare är 450.
Terrängen runt El Porvenir är kuperad åt nordväst, men åt sydost är den bergig. Terrängen runt El Porvenir sluttar österut. Runt El Porvenir är det glesbefolkat, med 14 invånare per kvadratkilometer. Närmaste större samhälle är Villa Chalcatongo de Hidalgo, 6,7 km väster om El Porvenir. I omgivningarna runt El Porvenir växer huvudsakligen savannskog.